# Касапуебло
Касапуебло — будівля, побудована уругвайським художником Карлосом Паесом Віларо. Розташована в місті Пунта-Баллена, за 13 км від Пунта-дель-Есте, Уругвай. Спочатку це був літній будинок та майстерня художника. Включає музей, картинну галерею, кафетерій та готель. Це було постійне місце проживання його творця, де він працював і де провів свої останні дні.

## Історія
Карлос Паес Віларо почав будувати Касапуебло 1958 року навколо дерев'яного будиночка під назвою «Ла Піонера» («Піонер»), виготовленого з дощок, знайдених на узбережжі. Цей будиночок був його першим ательє. Касапуебло побудовано в стилі, який можна порівняти з будинками на середземноморському узбережжі Санторині, художник мав на увазі гніздо горнеро, поширеного в Уругваї птаха, обираючи такий тип будівлі. Будинок, що споруджувався 36 років, має тринадцять поверхів з терасами, які дозволяють спостерігати краєвиди заходу сонця на тлі Атлантичного океану.
Тут деякий час мешкав Карлос Мігель, син художника, один з шістнадцяти уругвайців, що вижили в авіакатастрофі рейсу 571 Уругвайських ВПС, який розбився в Андах 13 жовтня 1972 року.
Карлос Паес Віларо приймав тут відомих митців та політиків, поміж яких письменниця Ізабель Альєнде, посол Мерседес Вісенте, сексолог Марієла Кастро, художник Вінісіус ді Морайс та ін.

### Будівництво
Будинок зведено з побіленого цементу та стукко. Він побудований у кустарний спосіб і без попередніх планів, у формі лабіринту, всередині він не має прямих ліній, переважає білий колір. Він з року в рік розширювався і змінювався як житло «непередбачуваними способами».
Я побудував його (Касапуебло) так, ніби це придатна для життя скульптура, без планів, здебільшого керуючись ентузіазмом. Коли муніципалітет нещодавно запитав мене про плани, яких у мене не було, одному архітекторові довелося витратити місяць на його вивчення та розшифрування.Оригінальний текст (ісп.)
La construí (Casapueblo) como si se tratara de una escultura habitable, sin planos, sobre todo a instancias de mi entusiasmo. Cuando la municipalidad me pidió hace poco los planos que no tenía, un arquitecto amigo tuvo que pasarse un mes estudiando la forma de descifrarla.

## Проживання

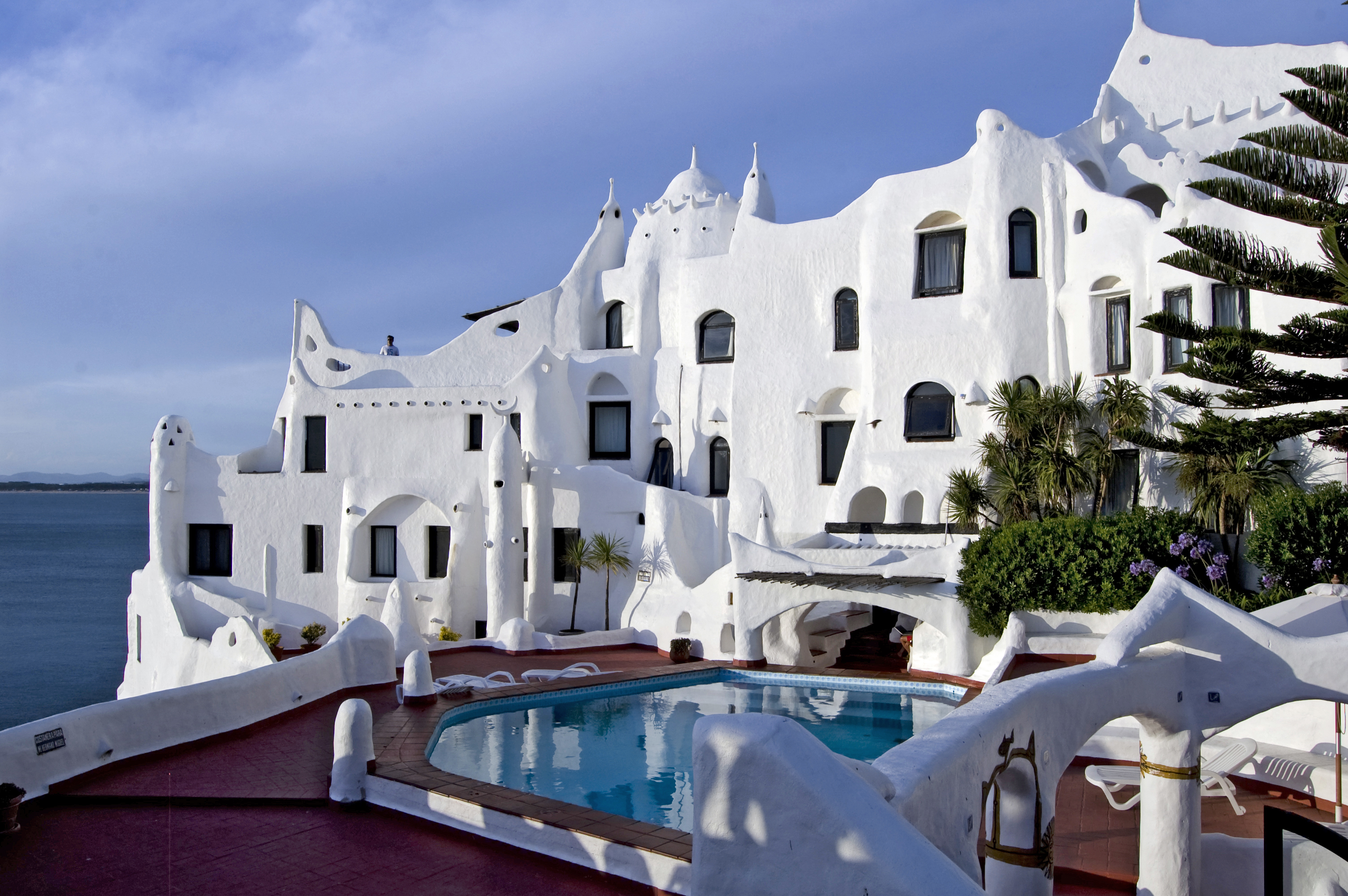
Касапуебло.

2020 року готель Касапуебло мав 20 номерів та люксів та 50 кімнат, гарячий басейн, сауну, бар та ресторан. Пік сезону — від грудня до лютого.

## Музей
В головній будівлі Касапуебло міститься музей і майстерня, де можна побачити частину робіт покійного живописця, гончара, скульптора, мураліста, письменника, композитора та будівельника Карлоса Паеса Віларо. Він має чотири виставкові зали: залу Ніколаса Гільєна, залу Пабло Пікассо, залу Рафаеля Скірру, залу Хосе Гомеса-Сікре, кінозал, терасу Русалки, оглядовий майданчик Морського коника, кав'ярню Taberna del Rayo Verde (таверна Зеленого Променя) та бутик.
Від 1994 року щодня на терасах музею проводиться церемонія Сонця. За хвилини до заходу сонця голос виконавця із запису присвячує сонцю вірш, щоб попрощатися з ним.